# Baal-Ezer III
Baal - Ezer III  roi de Tyr vers 555 av J.C. 

## Règne
« Balatorus », c'est-à-dire Balazor, règne pendant un an selon les archives phéniciennes sans doute comme vassal de Nériglissar roi de Babylone.